# Örebro SK

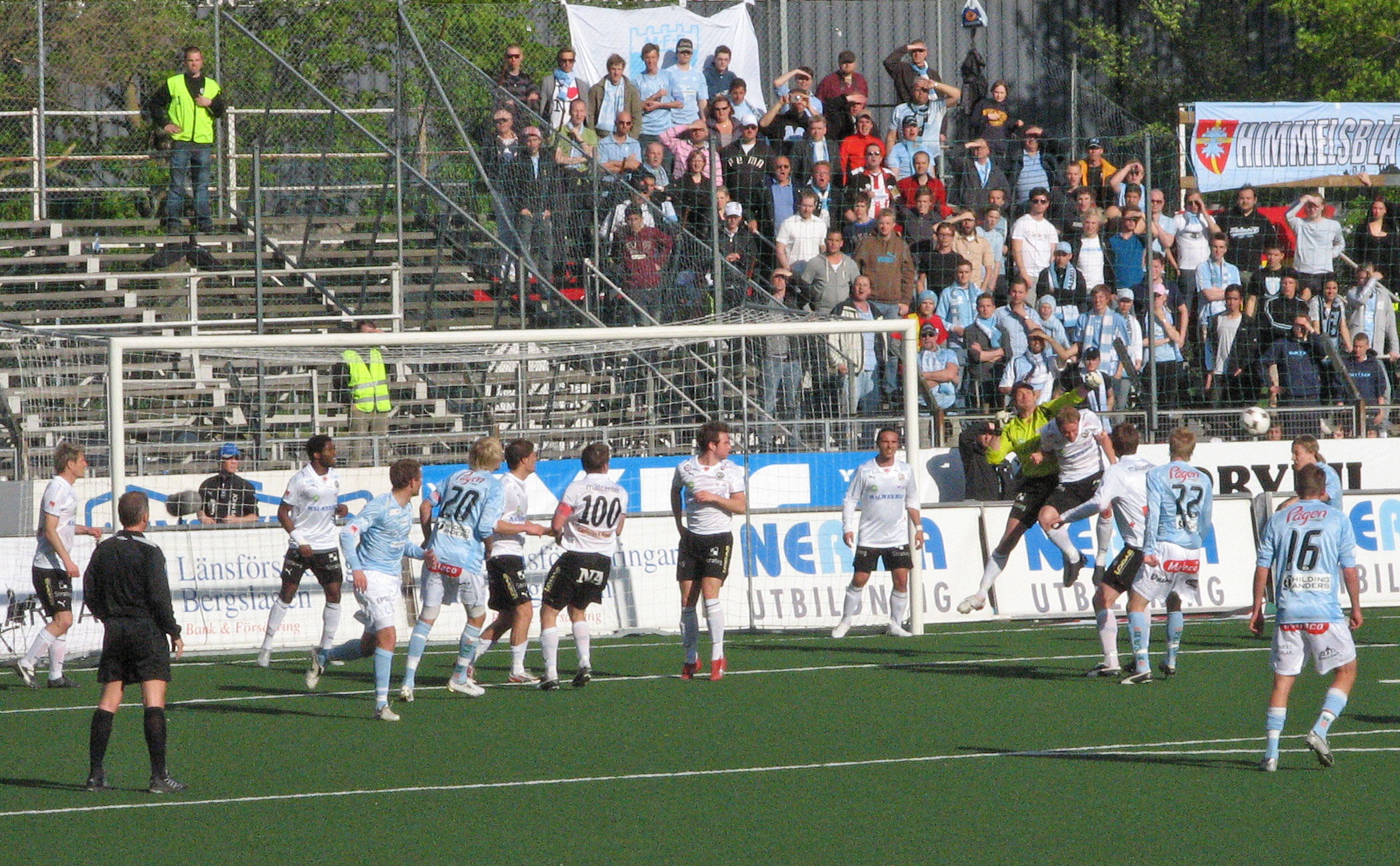
Utkání Örebro SK (v bílých dresech) proti Malmö FF (modré dresy)

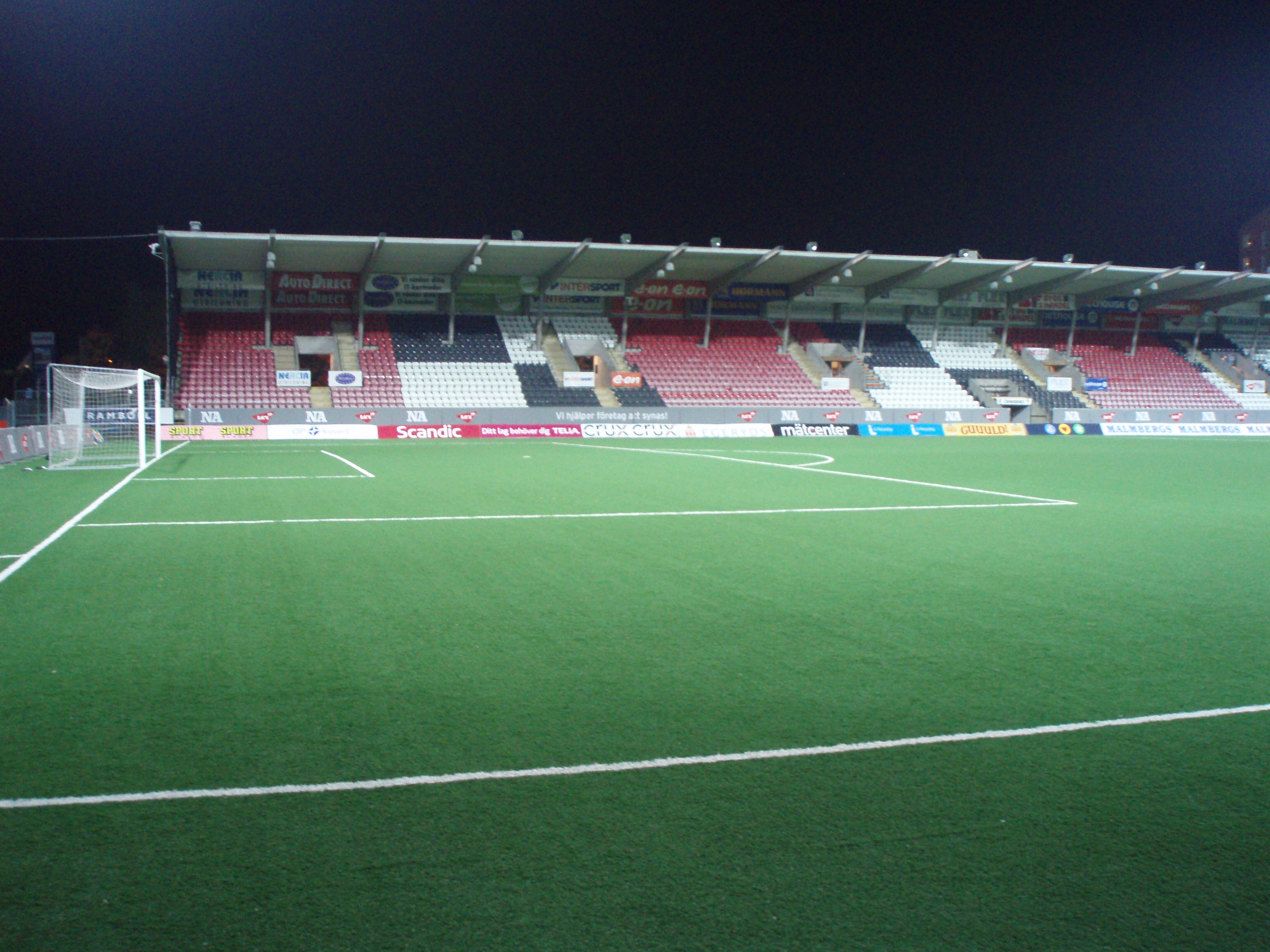
Behrn Arena

Örebro SK (celým názvem Örebro Sportklubb) je švédský fotbalový klub z města Örebro, který byl založen 28. října 1908. Svá domácí utkání hraje na stadionu Behrn Arena. Klubové barvy jsou černá a bílá.
V sezóně 2012 se klub umístil na 15. příčce švédské nejvyšší soutěže Allsvenskan a sestoupil do druhé ligy Superettan.

## Historie
Klub doposud nevyhrál žádnou soutěž na domácí scéně (k srpnu 2013), ve švédské nejvyšší lize Allsvenskan skončil dvakrát na konečné druhé příčce (1991, 1994) a v pohárové soutěži Svenska Cupen se jednou umístil také na druhé pozici (v sezóně 1987/88), když ve finále v Solně podlehl týmu IFK Norrköping 1:3.
Jedním z legendárních hráčů klubu je Orvar Bergmark, který klub po ukončení aktivní hráčské kariéry také vedl jako trenér.

## Trenéři
Zdroj:
- Kalmán Konrád (1939–42)
- Harry Magnusson (1942–44)
- Erik Östling (1944–45)
- Werner Löwenthal (1945–47)
- Harry Magnusson (1947–48)
- Gösta Dunker (1948–49)
- Gösta Dunker & Sten Dahl (1949–50)
- Per Kaufeldt (1950–51)
- Widorf Pettersson (1951–52)
- Widorf Pettersson &  Bertil Nordahl (1952–53)
- Frank Soo (1953–54)
- Gösta Lindh (1954–55)
- Widorf Pettersson (1955–56)
- Harry Magnusson (1956–57)
- Åke Engvall & Bill Burnikell (1957–58)
- Orvar Bergmark & Bill Burnikell (1958–59)
- Orvar Bergmark (1960–61)
- Karl Neschy (1962)
- Vilmos Varszegi (1963–64)
- Gösta Lindh (1965–66)
- Lennart Samuelsson (1967–71)
- Orvar Bergmark (1971–73)
- Tord Grip (1974–75)
- Benny Lennartsson (1975–77)
- Benny Lennartsson &  Orvar Bergmark (1978)
- Tord Grip (1979–80)
- Kenneth Rosén (1980–82)
- Roy Hodgson (1983–85)
- Stuart Baxter (1985)
- Arvi Taaler & Milan Stojanović (1986)
- Rolf Zetterlund (1987–92)
- Kent Karlsson &  Sven Dahlkvist (1993)
- Sven Dahlkvist (1994–99)
- Mats Jingblad (2000–02)
- Stefan Lundin (2003–04)
- Pat Walker (2005–06)
- Pat Walker &  Urban Hammar (2007)
- Sixten Boström (leden 2008–červen 2012)
- Per-Ola Ljung (červen 2012–)